# Шоу Макса Гедрума
Шоу Макса Гедрума (англ. The Max Headroom Show) — телевізійна програма, спродюсована британською компанією Carlton TV; вперше показана на британському телевізійному каналі Channel 4 у 1985. Головну роль ведучого ток-шоу, штучно створеного за допомогою комп'ютера Макса Гедрума виконує Мет Фрюер. Переважна більшість епізодів вийшла в ефір протягом 1985-86; у 1987 показ передачі був завершений.

## Серії та епізоди
Перші серії «Шоу Макса Гедрума» вийшли на широкий екран у квітні 1985, показ тривав до кінця червня цього ж року. Всередині липня 1986 на британські екрани вийшли нові серії (у США показ нових серій розпочався значно раніше — у листопаді 1985), які протривали до серпня 1986 (у США — до грудня 1985). Показ останнього блоку серій розпочався в січні 1987 (у США — у серпні 1986); останні епізоди серіалу вийшли в ефір у березні 1987 (у США показ серіалу був завершений у грудні 1986).
У перших серіях Макс Гедрум зображується як ведучий музичної програми, в якій показ відеокліпів переривається його коментарями та гримасами. Кожна програма включає в себе хіти ранніх вісімдесятих та сучасну на той час музику. Шоу показували о шостій вечора кожної суботи, демонструючи у прайм-тайм артистів, які до цього часу були невідомими у Великій Британії. Так прозвучали пісні групи Makromad, німецького гурту Ledernacken, німецького музиканта Удо Лінденберга й австралійського музичного гурту Severed Heads.
У наступних серіях показуються відеокліпи з першого блоку серій із включенням додаткового матеріалу. Макс Гедрум часто приймає гостей у лаунж-барі, знаходячись при цьому за барною стійкою. Ведучий бере у них короткі інтерв'ю, зазвичай відволікаючись на свою нав'язливу ідею стосовно гольфу. Вперше ці серії були показані на американському телеканалі Cinemax у листопаді—грудні 1985; в них звучить вступна промова про Макса Гедрума, виконана закадровим голосом: «Він — злегка намащений маслом тост цього міста. Він — замінник цукру в твоєму чаї, який не зробить тебе повнішим. Він — той, хто живе прекрасно, він — „гаучо аміго“, він — гумба, людина честі, п'ятий мушкетер. Він — твоє око і чи не радієш ти, якщо він тут? Шедевр з воску та світло в пральній машині у кутку, це — людина години або хоча б чудові тридцять хвилин, Макс Гедрум» (англ. «He's the toast of the town (lightly buttered). He's the non-fattening sugar substitute in your tea. He's a bon vivant, a gaucho amigo, a goomba, a mensch, and the fifth musketeer. He's the apple of your eye and aren't you glad he's here. Direct from a wax and shine at the car-wash around the corner, it's the man of the hour, or for at least a good thirty minutes, Max Headroom»).
Останній блок серій включає в себе зустрічі з публікою в студії, з якою Гедрум веде інтерактивні розмови. Ведучий проводить вікторини, в яких бере участь аудиторія. Часто переможець не отримує розігруваний приз, або ж вікторини проводяться лише для того, щоби «вбити час», оскільки Макс пояснює правила дуже довго. До того ж правила змінювалися кожного тижня. Більша частина епізодів включає в себе студійні перфоманси. Кожного тижня з'являвся спеціальний гість — здебільшого у студії, однак іноді — лише на телеекрані. Макс Гедрум часто виконував джазові пісні та пісні у стилі свінг власного авторства з комедійним змістом. Вперше ці серії були показані на американському каналі Cinemax у серпні—грудні 1986.

### Christmas Special
У проміжку між другим та третім блоками серій був показаний годинний спеціальний випуск під назвою Max Headroom's Giant Christmas Turkey (Гігантська Різдвяна індичка Макса Гедрума). Епізод вийшов в ефір на телеканалі Channel 4 о десятій годині вечора на День подарунків у 1986. 18 грудня 1986 ця програма була показана у Сполучених Штатах під назвою The Max Headroom Christmas Special і декілька разів повторювалася на Cinemax протягом Різдвяних свят. У Великій Британії випуск був повторно показаний на каналі Channel 4 у переддень Різдва 1988.

## Спінофи
Після успіху науково-фантастичного серіалу «Макс Гедрум» телеканала ABC у Нью-Йорку було записано ще одне ток-шоу з Максом Гедрумом — The Original Max Talking Headroom Show. Передача виходила кожних два тижні на каналі Cinemax у липні — жовтні 1987. У Великій Британії шоу не було показане.